# (2607) Yakutia
(2607) Yakutia es un asteroide perteneciente al cinturón de asteroides, descubierto el 14 de julio de 1977 por Nikolái Stepánovich Chernyj desde el Observatorio Astrofísico de Crimea (República de Crimea).

## Designación y nombre
Designado provisionalmente como 1977 NR. Fue nombrado Yakutia en homenaje a la creación de la actual República de Sajá, pero con su nombre inicial.